# Kitty und die große Welt
Kitty und die große Welt ist ein deutscher Spielfilm von Alfred Weidenmann aus dem Jahr 1956 mit Romy Schneider, Karlheinz Böhm und O. E. Hasse in den Hauptrollen. Das Drehbuch verfasste Herbert Reinecker. Es beruht auf dem Theaterstück Kitty und die Weltkonferenz von Stefan Donat und einem Manuskript von Emil Burri und Johannes Mario Simmel.
In der Bundesrepublik Deutschland kam der Film erstmals am 13. September 1956 in die Kinos. 1966 fand eine Fernsehausstrahlung im ZDF statt, ehe der Film alsbald in Vergessenheit geriet. Erst 2016 bzw. 2018 kehrte er auf die Bildschirme zurück.

## Handlung
In Genf wird eine internationale Konferenz vorbereitet, an der zahlreiche Außenminister teilnehmen werden. Hektik bestimmt den Tagesablauf, so auch in Jeannots repräsentativem Friseursalon, wo die beiden Mädchen Kitty und Jeannette als Maniküren arbeiten. Heute haben sie alle Hände voll zu tun, weil sich viele Konferenzteilnehmer in dem Salon verschönern lassen wollen. Selbst nach Feierabend schwirrt Kitty noch der Kopf vor lauter Neuigkeiten über die Veranstaltung. Da wird sie auf einmal von einem noblen Herrn angesprochen, der sich bei ihr nach dem Lokal „Paradiso“ erkundigt. Kitty erklärt ihm den Weg, doch weil sich der Fremde in Genf zu wenig auszukennen scheint, begleitet sie ihn gleich dorthin. Der Herr lädt sie höflich ein, worauf sie seine Einladung zum Essen gern annimmt. Nachdem beide dort gespeist haben, möchte Kitty noch etwas essen, jedoch nicht im Paradiso, da ihr dieses zu teuer erscheint. Folglich führt sie den Herrn zu einem nicht näher benannten Lokal. Dort werden sie von einem Reporter, der sie bereits im „Paradiso“ beobachtet hat fotografiert. Während des Bezahlens erfährt sie, wer ihr Essenspartner war: der britische Außenminister Sir William Ashlin.
Am nächsten Morgen erscheint in allen großen Zeitungen ein Foto, das den Politiker zusammen mit Kitty zu Tische im zweiten Lokal zeigt. Crawford, der Sekretär der britischen Delegation, macht seinem Vorgesetzten Vorwürfe, dass er am vorigen Abend das Haus ohne Begleitschutz verlassen und mit dem Mädchen eine unliebsame Situation heraufbeschworen habe. Nun drohe ein Skandal, den es zu vertuschen gebe. Da kommt Crawford die Idee, Ashlins Neffen Robert, der als Diplomat auch gerade in Genf weilt, den Sonderauftrag zu erteilen, ihm aus der Patsche zu helfen.
Als Erstes sorgt Robert Ashlin dafür, dass Kitty von ihrem Arbeitgeber ein paar Tage beurlaubt wird, um sie vor der Journalisten-Schar fernzuhalten. Zusammen mit Kitty verlässt er den Frisiersalon durch den Hinterausgang und begibt sich mit seinem Schützling in die Berge beim Genfer See. Dabei kommen sich die beiden immer näher. Beim Auseinandergehen am Abend verabreden sie sich für den nächsten Morgen zu einer Dampferfahrt nach Malraux.
Der britische Außenminister hat seine Vorbereitungen für die Hauptsitzung beendet. Als er in Jeannots Salon zum Rasieren Platz genommen hat, fällt dem ihn bedienenden Coiffeur seine Nervosität auf. Der empfiehlt ihm einen längeren Spaziergang an der frischen Luft. Ein solcher habe bei seinem Vorgänger Briand immer Wunder bewirkt. Plötzlich verspürt Sir Ashlin große Lust, mit seinem Wagen am See entlang nach Malraux zu fahren. Aber schon nach wenigen Kilometern ist die Straße gesperrt. Einen Fischerjungen bittet er, ihn mit seinem Boot nach Malraux zu bringen. Dort angekommen, verlangt der Bub zwei Franken. Da erst merkt der Fahrgast, dass er sein Portemonnaie vergessen hat. Weil der Junge aber partout auf der Erfüllung seiner Forderung besteht, lässt er seinen Passagier einfach nicht an Land gehen. Daher findet die Weltkonferenz ohne den britischen Außenminister statt.
Sir Ashlin glaubt schon, seine politische Karriere sei nun bald beendet. Als er wieder in der englischen Villa eintrifft, wird er aber nicht nur freundlich begrüßt, sondern auch noch herzlich beglückwünscht: Dank seinem Fernbleiben habe sich die Konferenz für das Vereinigte Königreich zu einem vollen Erfolg entwickelt. Allein durch sein Fehlen hätten sich die anderen Außenminister zu weiteren Konzessionen bereit erklärt.
Robert fällt ein Stein vom Herzen, dass er nach dem Ende der Konferenz nicht mit seinem Onkel nach London zurückfliegen muss, sondern noch zwei Wochen in Genf bleiben soll, um noch ein paar diplomatische Aufgaben abzuwickeln. So bleibt ihm genügend Zeit, auch seine Beziehung zu Kitty zu einem glücklichen Ende zu bringen.

## Produktionsnotizen
Von Komponist Hans-Martin Majewski stammt auch das in dem Streifen vorgetragene Lied „Gib acht, kleine Kitty, die Welt ist so groß“ mit einem Text von Trude Hofmeister, interpretiert von Claude Réhaut, der mit „Valse Parisienne“ auch eine von ihm selbst getextete französische Fassung aufnahm.
Die Filmbauten wurden von Rolf Zehetbauer und Peter Röhrig entworfen bzw. umgesetzt. Ilse Dubois gestaltete die Kostüme. Wilhelm Sperber war für die Filmherstellungsleitung verantwortlich.
Die Premiere fand am 13. September 1956 im Turm-Palast in Frankfurt am Main statt.
Bereits 1939 hatte Helmut Käutner mit seinem Regiedebüt Kitty und die Weltkonferenz diesen Stoff erstmals verfilmt.
In den 2010er Jahren (laut Arte 2012) wurde der beinahe vergessene Film wiederentdeckt, indem Filmliebhaber in alter Rundfunkpresse einen Programmhinweis auf die bislang einzige Fernsehausstrahlung 1966 im ZDF ausmachten. Beim ZDF konnte das damalige Sendeband – lediglich in Schwarzweiß – gefunden werden; die Farbversion des Films gilt bis auf Fragmente als verschollen. Am 10. Januar 2016 um 20.15 Uhr zeigte der Pay-TV-Sender Heimatkanal den Film erstmals wieder. An Heiligabend 2018 wurde er auf Arte unter Federführung der ARD gesendet.

## Kritik
„Heitere, liebenswürdige Unterhaltung.“

## Quelle
- Programm zum Film: Illustrierte Film-Bühne, erschienen im gleichnamigen Verlag in München, Nr. 3414